# Jan Redelfs
Jan Redelfs (Hannover, 1935. augusztus 20. – 1995. november 10.) német nemzetközi labdarúgó-játékvezető.

## Pályafutása

### Nemzeti játékvezetés
1966-ban lett az I. Liga játékvezetője. Az aktív nemzeti játékvezetéstől 1993-ban vonult vissza. Első ligás mérkőzéseinek száma: 151.

#### Nemzeti kupamérkőzések
Vezetett Kupa-döntők száma: 2.

##### Német Kupa
| Időpont           | Helyszín                    | Mérkőzés típusa | Mérkőzés                      | Eredmény |
| ----------------- | --------------------------- | --------------- | ----------------------------- | -------- |
| 1978. április 25. | Park Stadion, Gelsenkirchen | döntő           | 1. FC Köln–Fortuna Düsseldorf | 2 : 0    |

##### Liga Kupa
| Időpont | Mérkőzés típusa        | Mérkőzés                              | Eredmény |
| ------- | ---------------------- | ------------------------------------- | -------- |
| 1982.   | döntő második mérkőzés | Bayer 04 Leverkusen–Kickers Offenbach | 2 : 1    |

### Nemzetközi játékvezetés
A Német labdarúgó-szövetség (DFB) Játékvezető Bizottsága (JB) terjesztette fel nemzetközi játékvezetőnek, a Nemzetközi Labdarúgó-szövetség (FIFA) 1980-tól tartotta nyilván bírói keretében. Több nemzetek közötti válogatott és klubmérkőzést vezetett. A német nemzetközi játékvezetők rangsorában, a világbajnokság-Európa-bajnokság sorrendjében többedmagával a 20. helyet foglalja el 4 találkozó szolgálatával. Az aktív nemzetközi játékvezetéstől 1983-ban búcsúzott.

#### Világbajnokság
1981-ben Ausztráliában rendezték az U20-as labdarúgó-világbajnokságot, ahol a FIFA JB bírói szolgálattal bízta meg.
| Időpont          | Helyszín                         | Mérkőzés típusa        | Mérkőzés             | Eredmény | Nézők száma |
| ---------------- | -------------------------------- | ---------------------- | -------------------- | -------- | ----------- |
| 1981. október 6. | Olimpiai Park Stadion, Melbourne | selejtező (B. csoport) | Brazília–Olaszország | 1 : 0    | 17 500      |

A világbajnoki döntőhöz vezető úton Spanyolországba a XII., az 1982-es labdarúgó-világbajnokságra a FIFA JB játékvezetőként alkalmazta.
| Időpont           | Helyszín                      | Mérkőzés típusa           | Mérkőzés            | Eredmény | Nézők száma |
| ----------------- | ----------------------------- | ------------------------- | ------------------- | -------- | ----------- |
| 1980. október 15. | Hampden Park Stadion, Glasgow | előselejtező (6. csoport) | Skócia–Portugália   | 0 : 0    | 60 765      |
| 1981. december 7. | Központi Stadion, Rijád       | AFC/OFC zóna              | Kuvait–Szaúd-Arábia | 0 : 1    |             |

#### Európa-bajnokság
1976-ban Budapesten rendezték a XXIX. U19-es labdarúgó-Európa-bajnokságot, ahol az UEFA JB megbízásából játékvezetőként érkezett a német csapattal.
| Időpont | Mérkőzés típusa | Mérkőzés                  | Eredmény |
| ------- | --------------- | ------------------------- | -------- |
| 1976.   | selejtező       | Magyarország–Olaszország  | 2 : 1    |
| 1976.   | selejtező       | Jugoszlávia–Magyarország  | 4 : 3    |
| 1976.   | döntő           | Szovjetunió–Spanyolország | 3 : 0    |

Az európai-labdarúgó torna döntőjéhez vezető úton Olaszországba a VI., az 1980-as labdarúgó-Európa-bajnokságra és Franciaországba a VII., az 1984-es labdarúgó-Európa-bajnokságra az UEFA JB játékvezetőként foglalkoztatta.
| Időpont            | Helyszín                           | Mérkőzés típusa           | Mérkőzés               | Eredmény | Nézők száma |
| ------------------ | ---------------------------------- | ------------------------- | ---------------------- | -------- | ----------- |
| 1979. október 31.  | Trepča Stadion, Kosovska Mitrovica | előselejtező (3. csoport) | Jugoszlávia–Románia    | 2 : 1    | 35 000      |
| 1982. november 17. | Lansdowne Road Stadion, Dublin     | előselejtező (7. csoport) | Írország–Spanyolország | 3 : 3    | 39 000      |

## Sikerei, díjai
1979-ben a DFB JB elismerve szakmai felkészültségét az Év Játékvezetője címmel tüntette ki.